# گراتس ۲۸۰۶
سیارک ۲۸۰۶ (به انگلیسی: 2806 Graz، نامگذاری:1953GG) دو هزار و هشتصد و ششمین سیارک کشف شده‌است که در ۷ آوریل ۱۹۵۳ و در هایدلبرگ کشف شد.
قدر مطلق سیارک برابر ۱۳٫۳۰ است.